# Aston Rowant
Aston Rowant is een civil parish in het bestuurlijke gebied South Oxfordshire, in het Engelse graafschap Oxfordshire met 793 inwoners.